# Sense of wonder
「sense of wonder」（センス・オブ・ワンダー）は、梶裕貴の楽曲。彼の1枚目のシングルとして2012年2月22日にLantisから発売された。

## 概要
自身の歌手デビュー作品であり、収録されている曲の作詞は全て自身が手掛けている。また、歌手活動を開始する事は自身の誕生日の2011年9月3日、本作のリリース発表は同年11月27日にランティスの公式サイトで発表された。初回生産限定盤は豪華ブックレットが同梱、スリーブケース仕様になっている。
DVDが同梱されており、表題曲「sense of wonder」のPV、ディスクジャケット、PVのメイキング映像が収録されている。PVの内容は、曲と歌詞の世界観に梶の思い描いているイメージを取り入れて制作された。完成時は「真っ白な所にカラフルな絵の具が飛び散る絵が浮かんだ。」という。
本作の発売を引っ提げたキャンペーン『梶裕貴 まるかじりキャンペーン』が開催された。内容は店舗別特典「スタンドポップ（梶パネっ）」が同梱される「梶裕貴がいろんなお店をまるかじりっ!」、2012年2月25日、3月3日にそれぞれ東京、大阪で「梶裕貴を東京・大阪でまるかじり!」の2種イベントが展開された。また、同イベントの東京公演のダイジェスト映像が3月15日に自身の公式ホームページで公開された。

### 主な記録
2012年3月5日付のオリコン週間シングルチャートで11位を獲得。初動売上は1.0万枚を記録した。デイリーチャートでは2月21日、2月23日付で11位、2月22日付で最高位の7位、2月24日、2月25日付で12位、2月26日付で22位、2月27日付で15位を獲得した。また、2012年2月度の月間チャートでは38位を獲得。推定売上枚数は1.1万枚を記録した。
2012年3月5日付のBillboard JAPAN HOT 100で55位、Billboard JAPAN Hot Singles Salesで9位、Billboard Hot Animationで7位を獲得した。また、2012年2月20日から2月26日調査分のサウンドスキャンの週間シングルCDソフトTOP20では13位、2012年3月3日放送分のCOUNT DOWN TV内のThis Week's TOP 100では17位。
2012年2月13日付のアニメロミックス週間着うたチャートで表題曲「sense of wonder」の着うたが首位を獲得した。また、配信開始日の2012年2月8日付のアニメロミックス着うたデイリーランキングでは、表題曲「sense of wonder」が首位、カップリング曲の「夜の魔法」が2位、2012年2月度のアニメロ着うたフル TOP100で51位を獲得した。

## 収録曲
（全作詞：梶裕貴）
1. sense of wonder [4:37]
作曲：高阪昌至、編曲：清水哲平
  - テレビ東京、びわ湖放送音楽番組『アニソンぷらす』2012年2月度オープニングテーマ[21]
  - アニメ情報番組『AG学園 あに☆ぶん』2012年3月度エンディングテーマ

暖かさと明るさを感じさせるポップな曲で、タイトルは中学の英語の授業で習ったレイチェル・カーソンの本から付けられた[12]。
レコーディング開始前に歌い方を複数考えていたが、唄入れを行っていくうちに「自然体な歌い方になった。」と語っている[22]。
2. 夜の魔法 [4:14]
作曲：mixakissa、編曲：宮田優一
レコーディング開始寸前まで選曲が難航したため、スタッフから違う雰囲気の曲を入れる事が提案されたが、「sense of wonder」の世界観を壊したくなかったため、提案には乗り気でなかったが、最終的に他の2曲と雰囲気が違う曲調に落ち着いた。歌詞の内容は梶の癖が反映されたものとなっている[22]。
3. HOME [5:26]
作曲・編曲：福富雅之
梶の親に対する感謝が綴られた楽曲で、CD発売の2日後が梶の母親の誕生日になっている。曲を電車の中で初めて聴いたとき、「さぁ　おうちへ帰ろう」というサビが脳裏に浮かんだため、この曲に親への想いを入れようと考えた[12][8]。
4. sense of wonder（Instrumental）
5. 夜の魔法（Instrumental）
6. HOME（Instrumental）

DVD
1. sense of wonder（Music Clip） [4:47]
2. Making of "sense of wonder" [10:32]

## クレジット
| YUKIKAJI drawings THE NEW WORLD | YUKIKAJI drawings THE NEW WORLD |
| ------------------------------- | ------------------------------- |
| Artists Management              | 桑原敦（ARTSVISION）            |
| Artists Management              | 野上尚寿（ARTSVISION）          |
| Artists Management Desk         | 平形吏絵（ARTSVISION）          |
| A&R Director                    | 上村佳也（Lantis）              |
| Support Director                | 大久保隆一（I will）            |
| Recording Engineer              | 森田信之                        |
| Recording Engineer              | 福原賢一（VeryGoo）             |
| Recording Engineer              | 篠原麻梨                        |
| Recording Studio                | Studio Magic Garden             |
| Recording Studio                | LAB recorders                   |
| Recording Studio                | Bunkamura Studio                |
| Mastering Engineer              | 袴田剛史                        |
| Mastering Studio                | FLAIR                           |
| DVD Authring                    | ビデオテック                    |
| Promoter in Chif                | 鈴木めぐみ（Lantis）            |
| Main Promoter                   | 太田淳（Lantis）                |
| Promoter                        | 松本孝之（Lantis）              |
| Sales Promotion in Chif         | 佐橋計（Lantis）                |
| Sales Promotion                 | 臼倉竜太郎（Lantis）            |
| Sales Promotion                 | 杉谷恵美（Lantis）              |
| Creative Producer               | 小島冬樹（Lantis）              |
| Creative Management             | 酒寄祐子（Lantis）              |

| CD Jacket STAFF        | CD Jacket STAFF    |
| ---------------------- | ------------------ |
| Art Direction & Design | 鈴木大介           |
| Photographer           | 大山ケンジ         |
| Styling                | 川村繭美           |
| Hair & Make-Up         | 木下京子（addmix） |

| Promotion Video VTR STAFF | Promotion Video VTR STAFF |
| ------------------------- | ------------------------- |
| Video Producer            | 末広哲士                  |
| Lighting                  | 稗田晋一（DOME）          |
| Decorator                 | 横井結湖                  |
| Camera Assistant          | 山下智博（Spice）         |
| Light Assistant           | 小野塚伸明（DOME）        |
| Light Assistant           | 滝口晴貴（DOME）          |
| Property Master           | 岩久保香織                |
| Editor                    | 斎藤靖史（SALMIX）        |
| Edit Assistant            | 神谷真弘（SALMIX）        |
| MA                        | 小牧修二                  |
| Video-Production          | ゴイス（株）              |
| Production Manager        | 岩崎菜美子                |
| Production Assistant      | 丸山友里加                |
| Production Assistant      | 豊田真由                  |
| Production Assistant      | 山口さやか                |
| Video Director & Camaera  | 河谷英夫                  |
| Producer                  | 斎藤滋（Lantis）          |
| Executive Director        | 伊藤善之                  |
| Executive Producer        | 江崎加子男（ARTSVISION）  |
| Executive Producer        | 井上俊次（Lantis）        |

### 参加ミュージシャン
| sense of wonder     | sense of wonder        |
| ------------------- | ---------------------- |
| Mixing Engineer     | 白井康裕（Sound City） |
| Drums               | 玉田豊夢               |
| Bass                | 渡辺等                 |
| Piano               | 紺野紗衣               |
| Guitar              | 清水哲平               |
| Strings Arrangement | 虹音                   |
| Strings             | 大先生室屋ストリングス |

| 夜の魔法        | 夜の魔法                 |
| --------------- | ------------------------ |
| Mixing Engineer | 高田浩太郎（Sound City） |
| Drums           | 宮田繁男                 |
| Bass            | 田辺トシノ               |
| Guitar          | 宮田優一                 |

| HOME            | HOME                   |
| --------------- | ---------------------- |
| Mixing Engineer | 白井康裕（Sound City） |
| Drums           | 宮田繁男               |
| Bass            | 入江太郎               |
| Piano           | 紺野紗衣               |
| Guitar          | 福富雅之               |